# 吕默尔斯海姆
吕默尔斯海姆是德国莱茵兰-普法尔茨州的一个市镇。总面积3.08平方公里，总人口1359人，其中男性696人，女性663人（2011年12月31日），人口密度441人/平方公里。